# Palayam
Palayam es una ciudad y nagar Panchayat situada en el distrito de Dindigul en el estado de Tamil Nadu (India). Su población es de 15336 habitantes (2011). Se encuentra a 20 km de Dindigul.

## Demografía
Según el censo de 2011 la población de Palayam era de 15336 habitantes, de los cuales 7715 eran hombres y 7621 eran mujeres. Palayam tiene una tasa media de alfabetización del 71,93%, inferior a la media estatal del 80,09%: la alfabetización masculina es del 80,54%, y la alfabetización femenina del 63,33%.